# Ікона Пресвятої Богородиці Вірменської
Образ Пресвятої Богородиці Вірменської (пол. Obraz Matki Bożej Ormiańskiej, вірм. Հայոց Սուրբ Աստվածամոր սրբապատկեր) — чудотворний візантійський образ з Кам'янця-Подільського.

## Опис образу
Образ: риза Божої Матері чорного кольору і такого самого кольору накидка на голові, оздоблені позолоченим сріблом і з такого ж самого металу корона, оправа образу прикрашена коштовним камінням і срібними привісками, що свідчать про чудеса. Живопис ікони грецький, про що свідчить напис зроблений готичними літерами на німбі навколо голови Матері Божої. Права рука складена так, як складають православні. Напис над короною незрозумілий.
Під іконою напис латиницею: O Marie mater Dei Christi.

## З історії образу
Садок Баронч подає, що образ був написаний святим Лукою і вірмени привезли образ з собою з міста Ані.
За усними переказами вже у 1250 році існувала в Кам'янці церква Благовіщення. Сементовський подає, що образ знаходився в Благовіщенському монастирі, ще до захоплення ханом Батиєм Кам'янця. Звідти образ був вивезений в Крим і звідти в Туреччину. 1380 року образ був привезений з Севастополя до Кам'янця.
Після захоплення Кам'янця турками, вірменам та представникам інших національностей дозволено було мешкати в місті, але зазнаючи утисків частина їх в 1672 році зполишили Кам'янець і з ними разом були 14 черниць-девоток в яких був образ. Після місяця подорожі через молдавські степи прибули на берег моря, звідки сіли на три кораблі. Під час бурі один з кораблів затонув. Весною 1673 року перейшли в Македонію. Там побудували церкву, в якій помістили образ. Але маючи тугу за батьківщиною черниці покинули Македонію та у 1675 році вирушили до Бухаресту, де пробули десять місяців через затримку їх королевою і в 1676 року дістались до Станіслава. Запрошені Торосовичом до Львова замешкали в невеликому монастирському приміщені на вірменському цвинтарі.
Образ разом з черницями-девотками прибув у 1676 році до Львова. У Львові через десять років був поміщений у Вірменській катедрі і при ньому було засноване братство Святого Миколая. Після повернення до Кам'янця-Подільського у 1699 році св. Онуфрій Асланович і каплан братства Степан Фарухович привезли образ і з великими урочистостями внесли його 22 травня 1700 до каплиці Святого Стефана, в дзвіниці, так як дві вірменські церкви були в руїнах. Коштом добродія Богдана Латиновича була відреставрована і забезпечена всім необхідним церква Благовіщення, в яку перенесли образ. Там він знаходився до реставрації церкви Святого Миколая у 1767 році. 
Церква Святого Миколая радянською владою у 1930-х роках висаджена у повітря. Подальша доля образу не відома. Копія ікони знаходиться на зберіганні у фондах Національного музею мистецтв імені Богдана та Варвари Ханенків у Києві (інв. № 168).